# Laßt Jubeltöne laut erklingen
Laßt Jubeltöne laut erklingen, WAB 76, est une "semi-cantate" festive composée par Anton Bruckner en 1854.

## Historique
Bruckner a composé cette "semi-cantate" sur un texte de Hillischer en 1854.
La pièce était destinée à être exécutée par la Liedertafel Frohsinn pour la Joyeuse Entrée d'Élisabeth en Bavière, la future épouse de François-Joseph Ier d'Autriche, connue comme Sissi, à Linz, le 22 avril 1854. La composition de Bruckner n'y fut cependant pas exécutée, mais, à sa place, une transcription de l'hymne national de Bavière sur le même texte de Hillischer.
Un autre texte d'Anton August Naaf, "Dir, holde Heimat, soll erklingen der höchsten Liebe treues Lied" (À toi, belle patrie, soit entonné le chant fidèle du plus haut amour), a été mis sur la partition de Bruckner pour un concert de la Wiener Schubertbund le 15 juin 1898. Plus tard encore, un autre texte a été à nouveau mis par Anton Weiss sur la partition pour la Wiener Schubertbund. 
Le manuscrit autographe de Bruckner est conservé dans l'archive de la Wiener Schubertsbund.
Un fac-similé de l'ouvrage avec le texte de Naaf a d'abord été publié dans le Volume III/2, pp. 162-179 de la biographie Göllerich/Auer, avec le texte original de Hillischer noté en de bas de page. L'œuvre avec son texte d'origine est éditée dans le Volume XXIII/2, no 10 de la Bruckner Gesamtausgabe.

## Texte
Le texte utilisé pour cette "semi-cantate" est de Josef Hermann Hillischer :
| Laßt Jubeltöne laut erklingen Aus treuer, biedrer Männerbrust, Singt Töne, die zum Himmel dringen, Mit heilig frommer Sängerlust, Und freut euch, freundlich zog ja wieder Bei all den treuen Bürgern sein Zu seinem Volk so echt und bieder Des schönen Öst'reichs Herrscher ein. O jubelt freundlich ihm entgegen, All Glück liegt ja in seiner Hand, Von ihm allein strömt aller Segen Wohltuend auf das Vaterland. Wie unsre Berge fest und kühn, wie unsre Luft so frisch und rein Soll unser wahrer, edler Sinn, Soll unsre Treu zum Kaiser sein. Gott schütze Öst'reichs Doppelaar, Erhöre unser fromm Gebet, Schütz' unser edles Herrscherpaar Franz Josef und Elisabeth. | Que votre exultation résonne de haute voix De votre poitrine d'homme digne et fidèle. Entonnez une mélodie qui montre vers le ciel, Chantée dévotement avec une sainte joie, Et réjouissez-vous, car il est venu en ami Vers ses fidèles citoyens, Vers son peuple si digne et vrai, Le dirigeant de notre belle Autriche. O réjouissez-vous amicalement envers lui, Il a tout le bonheur en main, De lui jaillit toute la bénédiction Pour le bienfait de la patrie. Comme nos montagnes fermes et audacieuses, comme notre air, si pur et frais, Que notre esprit soit vrai et noble Et notre fidélité à l'empereur. Que Dieu protège l'aigle à deux têtes de l'Autriche, Qu'il exauce notre dévote prière, Et protège notre noble couple impérial, François Joseph et Élisabeth. |

## Composition
L'œuvre de 100 mesures en mi bémol majeur est composée pour chœur d'hommes (TTBB) et cuivres (2 cors, 2 trompettes et 4 trombones).
L'œuvre comporte deux sections et une coda. Tandis que les cors et les trompettes ne sont utilisés que pour de brèves fanfares, des pédales et, de temps en temps, pour compléter des accords incomplets, les trombones jouent presque constamment en homophonie. Comme dans d'autres compositions de Bruckner, l'œuvre débute par un motif distinctif qui fournit une grande partie du matériau musical ultérieur. Des variantes de ce motif forment le début et la fin de chaque section, et l'ensemble des passages en imitations est basé sur un développement de ce motif. Comme les deux sections ne sont pas identiques, ce motif de base procure à la fois l'unité et la variété musicale. Cette composition est d'un grand intérêt, car elle contient un mélange attrayant de variations progressives et texturales.

## Discographie
Il n'y a qu'un seul enregistrement de Laßt Jubeltöne laut erklingen :
- Thomas Kerbl, chœur d'hommes et ensemble de cuivres de l'Anton Bruckner Privatuniversität Linz, Weltliche Männerchöre – CD : LIVA 054, 2012

## Sources
- August Göllerich, Anton Bruckner. Ein Lebens- und Schaffens-Bild, vers 1922 – édition posthume par Max Auer, G. Bosse, Ratisbonne, 1932
- Anton Bruckner – Sämtliche Werke, Band XXIII/2: Weltliche Chorwerke (1843-1893), Musikwissenschaftlicher Verlag der Internationalen Bruckner-Gesellschaft, Angela Pachovsky et Anton Reinthaler (Éditeurs), Vienne, 1989
- Keith William Kinder, The Wind and Wind-Chorus Music of Anton Bruckner, Greenwood Press, Westport, Connecticut, 2000
- Cornelis van Zwol, Anton Bruckner 1824-1896 – Leven en werken, uitg. Thot, Bussum, Pays-Bas, 2012  (ISBN 978-90-6868-590-9)
- Crawford Howie, Anton Bruckner - A documentary biography, édition révisée en ligne